# Bela Ewald Althans
Bela Ewald Althans (nascut el 23 de març de 1966) és una antic neonazi alemany. Havia estat el principal organitzador de la clandestinitat neonazi d'Alemanya, Althans va abandonar el moviment després del seu empresonament als anys noranta i ja no es dedica a la política.

## Primer nazisme
Althans va néixer en una família de classe mitjana a Bremen on se li va ensenyar a rebutjar el nazisme però tot i així va triar l'odi, i des dels tretze anys va estar involucrat en grups neonazis. Es va convertir en seguidor de Michael Kühnen i va dirigir la branca de Hanover de l'Aktionsfront Nationaler Sozialisten/Nationale Aktivisten fins que va ser prohibit el 1983. Després de l'empresonament de Kühnen, moment en què Althans havia estat expulsat de la casa familiar pels seus pares, Althans se'n va anar a viure amb Otto Ernst Remer a Bad Kissingen. Remer va convertir Althans en el líder juvenil del Freiheitsbewegung, un grup que Remer havia fundat, i li va ensenyar a organitzar moviments basats en cèl·lules, així com el va presentar a una sèrie de figures destacades del neonazisme a nivell internacional. El 1988, Althans va passar alguns mesos als Estats Units, on va treballar estretament amb Tom Metzger, apareixent al seu programa de ràdio, on van parlar de la seva admiració mútua per l'antisemitisme del líder de la Nation of Islam Louis Farrakhan.

## Paper protagonista
El 20 d'abril de 1990, Althans va organitzar un conclave de Negació de l'Holocaust a la Löwenbräukeller de Múnic, on el convidat d'honor va ser David Irving. La nit va consistir tant en discursos com en actuacions burlant-se de l'Holocaust. En aquest moment, Althans havia trencat amb Remer, la qual cosa va provocar una amargura personal entre tots dos, i va buscar desenvolupar el seu propi perfil internacionalment, treballant estretament amb Yvan Blot a França i CEDADE a Espanya. Dins d'Alemanya, Althans, treballant amb Christian Worch, va intentar expandir les operacions neonazis ja fos treballant en secret amb grups menys clandestins que van desautoritzar oficialment el nazisme com el Partit Nacional Democràtic d'Alemanya i la Unió Popular Alemanya, reunint les faccions pro i anti-Kühnen després de la seva mort, o construint bases organitzatives més sòlides a l'antiga Alemanya Oriental. Althans també es va aliar a l'Institute for Historical Review i va assistir a algunes de les seves conferències.
A principis dels anys noranta i aprofitant la seva retòrica, Althans va emergir com a representant de premsa del neonazisme alemany, el que li permetia semblar sofisticat pel seu imponent aspecte personal (6 peus, 4 polzades d'alçada) i la seva fluïdesa en francès i anglès. En aquell moment tenia la seva pròpia oficina en un districte de luxe de Múnic amb una imatge d'Adolf Hitler mostrada a la finestra. Althans va utilitzar ordinadors per organitzar esdeveniments de grups d'odi disfressats de protestes, prenent com exemple els avalots de Rostock-Lichtenhagen, que van ser violents i xenòfobs. Van ser els pitjors atacs multitudinaris contra els migrants a l'Alemanya de la postguerra, encara que ningú va morir. Es van llançar pedres i còctel molotov contra un bloc d'apartaments on vivien refugiats.

## Lligams internacionals
Althans va començar a buscar nous aliats a l'Europa de l'Est i va parlar en esdeveniments per als veterans de la 14a Divisió Waffen SS de Granaders a Ucraïna el 1993, alhora que també va fer viatges a Rússia per obrir el contacte amb el líder de la Unitat Nacional Russa Aleksandr Barkàixov. Els viatges d'Althans van ser finançats principalment pel negcionista de l'Holocaust Ernst Zündel i els dos van anar plegats a Rússia l'agost de 1994 on es van consolidar les relacions amb Barkaixov i altres líders de l'extrema dreta. La parella també es va reunir amb Vladímir Jirinovski, tot i que Althans no estava impressionat amb el líder del Partit Liberal Democràtic de Rússia, la qual cosa va suggerir que l'antisemitisme de Jirinovski era merament oportunista i no pas ideològic com el seu. Althans va dir més tard que Zündel li pagava 16.000 marcs alemanys al mes: "De sobte era ric. Abans no tenia res. Ara ho tenia tot. Era una gran feina per a un provocador."

## Empresonament
El desembre de 1994, Althans va ser empresonat per distribuir un vídeo que negava l'Holocaust i, mentre encara estava a la presó, va enfrontar-se a altres càrrecs relacionats amb els comentaris irrespectuosos que va fer en un documental sobre ell, Beruf Neonazi, al·legant que el camp de concentració d'Auschwitz era poc més que un lloc de vacances. Durant el judici Althans va intentar defensar-se al·legant que havia renunciat al neonazisme i que havia estat agent del Verfassungsschutz des de 1991—Althans va dir més tard: "Va ser un rumor publicat en [una revista setmanal] per un amic. Pretenia ajudar-me. Però no era cert i el jutge era massa intel·ligent per a això. Ho va veure venir."—al mateix temps que va aconseguir testimonis que testifiquessin que era bisexual.
El 10 de juliol de 1995, Der Spiegel va informar que Althans havia estat treballant per a l'agència d'intel·ligència bavaresa, fins que l'agència va cancel·lar la col·laboració per "falta de veracitat dels informes". Durant el judici d'Althans al Tribunal regional de Berlín, el cap d'intel·ligència bavaresa Gerhard Forster l'1 d'agost de 1995 va negar les acusacions de Der Spiegel, però va admetre dues reunions d'oficials d'intel·ligència amb Althans el 1994. Durant una primera reunió el 23 de febrer 1994, Althans va oferir "extensos fitxers" sobre l'escena neofeixista alemanya per una suma de 360.000 marcs alemanys. Durant una segona reunió el 10 de març de 1994, aquesta oferta va ser rebutjada pels funcionaris d'intel·ligència.
Finalment, la seva defensa va fracassar i li van afegir tres anys i mig addicionals a la condemna que ja estava complint.

## Vida posterior a la presó
Althans, que després va reconèixer la seva homosexualitat i es va casar amb el seu xicot taiwanès, va abandonar el moviment neonazi després del seu alliberament i va desaparèixer del tot, després es va informar que vivia amb una nova identitat a Bèlgica. Posteriorment va lliurar els seus papers privats dels seus dies neonazis a l'Institut Internacional d'Història Social a Amsterdam. En el moment d'una entrevista de gener de 2022 amb Jay Rayner per a The Observer de Londres, vivia a Berlín i era actiu en l'escena gai. Althans va dir que el seu viatge des de l'extrema dreta "no va ser un canvi sobtat. Va ser amb el temps... Sóc un provocador, sempre ho he estat".